# Sungai Belida
Sungai Belida is een bestuurslaag in het regentschap Ogan Komering Ilir van de provincie Zuid-Sumatra, Indonesië. Sungai Belida telt 4958 inwoners (volkstelling 2010).